# Der Zaubergeiger Settembrini
Der Zaubergeiger Settembrini is een album, waarvoor Johannes Schmölling de muziek schreef.
Schmoelling componeerde meestentijds elektronische muziek, hier hield hij zich beperkt tot spaarzame muziek bij een vertelling/hoorspel van Der Zaubergeiger Settembrini (De toverviolist Settembrini). Het album werd voor kinderen uitgegeven door Deutsche Grammophon, een gerenommeerd platenlabel voor klassieke muziek onder de toevoeging: Für grosse und kleine Leite ab 9 Jahren. De tekst van het verhaal is van Martin Burckhardt. Het album is opgenomen in Berlijn in 1989, maar pas in 1994 uitgegeven; het is anno 2011 niet nieuw verkrijgbaar. Het is het enige album waarbij Johannes' achternaam op de Duitse wijze wordt vermeld: Schmölling. 

## Synopsis
Settembrini kan praten met zijn viool en verwende het muziekinstrument met een zeer goede en luxe vioolkist gevoerd met fluweel. Hoe beroemder Settembrini werd, des te meer hij het gevoel kreeg, dat niet hij, maar de viool de aandacht kreeg. Er ontstond strijd tussen viool en violist uitmondend in het niet meer willen klinken van de viool als deze met de strijkstok beroerd werd, er kwam alleen maar gekras uit. Tot overmaat van ramp krijgt de violist last van een oorwurm. Kortom ellende, als je niet goed met je muziekinstrument (of mens?) omgaat. 

## Deelnemers
Voor Duitsland en Oostenrijk is er sprake van een sterbezetting, in de overige landen zijn de namen minder bekend:
- Gerd Wameling – de verteller
- Torsten Sense – Settembrini
- Max Goldt – de oorwurm
- Wolfgang Rennert – de dokter
- Walter Schmidinger – de bibliothecaris
- Johannes Schmoelling – muziek en geluidseffecten.

## Muziek
| Nr. | Titel | Duur |
| --- | --- | ---- |
| 1.  | Wie der Zaubergeiger siene Geige verliert                                                                                      | 5:19 |
| 2.  | Wie ihn ein gräßlicher Ohrwrum zu piesacken beginnt                                                                            | 3:26 |
| 3.  | Wie Settembrini zu einem Ohrenarzt geht, aber der weiß auch nicht was tun (Außer natürlich, daß er seinen Krankenschein nimmt) | 5:40 |
| 4.  | Wie Settembrini in einen dunklen Wals hineingerät und der Ohrrum sagt, fürchte dich nicht (aber ob das hilft?)                 | 4:58 |
| 5.  | Wis sie enine Höhle hinabsteigen und lauter unterirdische Säle sich öffnen                                                     | 5:48 |
| 6.  | Wie Settembrini an einem andern Ort aufwacht                                                                                   | 8:55 |
| 7.  | Wie sich der alte Bibliothekar von ihm versabschiedet                                                                          | 4:20 |
| 8.  | Wie Settembrini zurück in die Stadt kommt                                                                                      | 5:00 |
| 9.  | Wie er seine Geige wiederfindet                                                                                                | 4:01 |